# Poziția copilului
Poziția copilului (Child's Pose) is een Roemeense dramafilm uit 2013 onder regie van Călin Peter Netzer. Hij won met deze film de Gouden Beer op het Filmfestival van Berlijn.

## Verhaal
Barbu is de zoon van een architecte uit een rijke familie in Boekarest. Hij wil onafhankelijk worden van zijn moeder Cornelia. Wanneer Barbu met zijn auto een jongen doodrijdt, wendt zijn moeder al haar invloed aan om haar zoon uit de gevangenis te houden. Ze verwacht vervolgens dat Barbu zijn onafhankelijkheid opgeeft.

## Rolverdeling
- Luminița Gheorghiu: Cornelia Keneres
- Vlad Ivanov: Dinu Laurențiu
- Florin Zamfirescu: Domnul Făgărășanu
- Bogdan Dumitrache: Barbu